# Juan Muñoz (músico)
Juan Muñoz (Badajoz, ¿? - Badajoz, enero de 1731) fue un compositor y maestro de capilla español.

## Vida
Juan Muñoz nació en fecha desconocida en Badajoz. No se sabe cual fue su formación musical, aunque se puede inferir que sería en la misma Catedral de Badajoz. Las primeras noticias que se tienen de él son de que formaba parte de la capilla de música como tenor y como teniente del maestro de capilla, Miguel de Cañas.
En San Juan de 1706 Cañas se retiró del magisterio por jubilación o fallecimiento. Ese mismo día el cabildo pacense nombraba a Juan Muñoz maestro de capilla.

Para Mtr.° de Capilla nombró su Ex.cia a Juan Muñoz con el salario de 120 ducados y 12 fanegas de trigo cada año.

Fue nombrado a pesar de que, al parecer, estaba casado y tenía una hija, convirtiéndose en el primer seglar en convertirse en maestro de capilla en Badajoz. El hecho probablemente fue debido a la dificultad que había a principios del siglo XVIII para encontrar a músicos que fuesen sacerdotes y estuviesen formados en teología.
Estuvo muy activo en la capilla de música, encargándose de la idoneidad de los músicos y cantores. Introdujo nuevos instrumentos de cuerda y durante su magisterio se instaló un nuevo órgano monumental barroco en la Catedral. El cabildo estaba satisfecho con su maestro y en una nota del 16 de febrero de 1729 se conceden 200 ducados al maestro para que su hija pudiese hacerse monja.
Uno de los momentos más importantes de su carrera profesional fue en enero de 1729, con motivo de la visita a Badajoz de los reyes de Portugal y España, con ocasión de la boda de la princesa María Bárbara de Braganza, hija de Juan V de Portugal, con el futuro Fernando VI, heredero a la corona de España e hijo de Felipe V y María Luisa Gabriela de Saboya. En esa ocasión la Catedral de Badajoz acogió a la Capilla Real de Madrid, bajo la dirección de Felipe Falconi. También es posible que llegase a conocer a Domingo Escarlatti, que pasaba ocasionalmente por la ciudad de camino a la Corte.
Juan Muñoz fallecía en enero de 1732. El cabildo mostró su aprecio por el maestro dotando a la viuda de una limosna. Le sucedería en el cargo Juan Isidoro Carvallo.

## Obra
Muñoz fue un compositor prolífico que dejó numerosas obras polifónicas a capela, y otras con acompañamiento a órgano y orquesta. Algunas de estas obras fueron incluidas en un libro de facistol, dando una idea de la calidad del compositor.
La mayoría de las obras de Muñoz se conservan en el archivo de música de la Catedral de Badajoz. Se conserva un Beatus Vir, a ocho voces con violín, en la Biblioteca Nacional de España.